# Três Corações (ort)
Três Corações är en ort i Brasilien.   Den ligger i kommunen Três Corações och delstaten Minas Gerais, i den sydöstra delen av landet, 700 km söder om huvudstaden Brasília. Três Corações ligger 884 meter över havet och antalet invånare är 63 457.
Terrängen runt Três Corações är platt. Três Corações är det största samhället i trakten.
Omgivningarna runt Três Corações är huvudsakligen savann. Runt Três Corações är det ganska tätbefolkat, med 75 invånare per kvadratkilometer.